# 電波少年的懸賞生活2009
『電波少年的懸賞生活2009』（でんぱしょうねんてきけんしょうせいかつ2009）は2009年10月8日の17:00から2009年10月10日の24:00までの3日間、日本のインターネット放送局第2日本テレビでライブ配信された短期番組。

## 内容
なすびが挑戦した日本テレビ『進ぬ!電波少年』の番組内企画『電波少年的懸賞生活』放送から10年を経ての、土屋敏男NTVプロデューサーによるリメーク企画。お笑い芸人小島よしおが「一発屋お笑い芸人に2発目はあるのか?」をサブテーマに懸賞応募に挑んだ。対象懸賞はジョージア缶コーヒーのもので、任意の3項目を当てること。『進め!電波少年』シリーズ番組放送当時の関係者が多数ゲスト出演した。
結果はyahoo!ポイント、PSPはゲットすることが出来たもののアクオスは手に入れられず企画終了となった。
好評だったため電波少年2010も行われることとなった。

## 懸賞概要
ジョージアのキャンペーン「NEWジョージアカタログ」の景品の中からくじによって、Yahoo!ポイント、PlayStation Portable、アクオスを当てたらゴールとなった。
内職によって稼いだお金を使って自動販売機からジョージアを買い、そのポイントで懸賞に挑戦するというルール。ただし、ゲストからの差し入れのジョージアのポイントで挑戦することも許された。
チャレンジ中は24時間生放送で中継され、生スタッフブログの更新や視聴者の投票により小島の運命が変わる投票が行われた。

## ゲスト
基本的には電波少年シリーズに出演した人がゲストで登場した。
- 松村邦洋
- 出川哲朗
- 伽代子 - 『電波少年的地球防衛軍』レッド役で出演。
- 小熊美香 - 日本テレビアナウンサー。寝起きドッキリの仕掛け人。その後挑戦部屋で小熊のベア部屋の収録を行った。
- カラテカ
- 髭男爵
- 鳥居みゆき（ほぼ告知のみ）
- 長濱薫（『進め!電波少年』ディレクター）
- 石本武士（ドロンズ）
- 大島直也（元ドロンズ）と嫁
- いとうあさこ・黒沢かずこ - 森三中、Yahoo!ポイント当選。
- 川元文太 - ダブルブッキング、『電波少年的箱男』出演。
- つぶやきシロー
- ホストクラブ・club Ryugujoのホスト4人
- 木下隆行（TKO）
- しゅく造め（元Rまにあ宿輪）
- 羽田惠理香
- 杉やん - 『電波少年に毛が生えた 最後の聖戦』出演。
- 有吉弘行（元猿岩石）

なお、懸賞生活最大の功労者であるなすびにもTプロデューサーは出演オファーを出したが、なすびに当時のつらかった記憶を思い出してしまうという理由で断わられた。それでも諦めきれないTプロデューサーは事前になすびと番号の交換をし企画中いつでも連絡できるよう体制をとったが、結局企画中なすびから連絡がかかってくることは無かった。

## エピソード
日本テレビに集められた小島、小梅太夫、坂本ちゃん、パッション屋良、長州小力、ダンディ坂野の「一発屋芸人」たち。そこにTプロデューサーが現れ「人は二発屋になれるか?」をテーマにくじ引きを行う。1人目の小島が一発で当たりを引き挑戦者決定。そのまま会見場へ連行し企画発表となる。
スタート後は往年の電波少年出演者や小島の所属事務所サンミュージックのメンバーらが応援に駆け付けた。特に電波少年メンバーとはTプロデューサーとの思い出話に花が咲いた。
スタート後Yahoo!ポイントは獲得。PSPもなんとか当てるもののやはり使用ポイントが一番高いアクオスは挑戦することすらままならず結果3日間では当てることはできなかった。
しかし、ラストチャンスとして本当の最終日までに30ポイントを貯め、視聴者から寄せられた運気上昇法を募集、後日実践し挑戦するもやはりハズれ、企画終了となった。